# Le Viol cosmique
Le Viol cosmique (titre original : The Cosmic Rape) est un roman court de science-fiction de Theodore Sturgeon paru en 1958.